# Eddie Collins (Baseballspieler)
Edward Trowbridge „Eddie“ Collins Sr. (* 2. Mai 1887 in Willerton, New York; † 25. März 1951 in Boston, Massachusetts) war ein US-amerikanischer Baseballspieler und -manager in der Major League Baseball. Sein Spitzname war Cocky. Er war der erste Spieler, der sechsmal die World Series gewann.

## Biografie

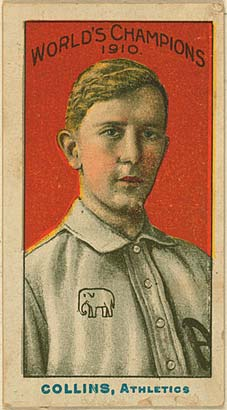
Baseballkarte Von Eddie Collins aus dem Jahr 1910

Sein Debüt in der American League gab Eddie Collins am 17. September 1906 bei den Philadelphia Athletics. Der Second Baseman wurde schnell zu einem Star im Team von Connie Mack. Mit Jack Barry als Shortstop, Stuffy McInnis als First Baseman und Frank Baker als Third Baseman bildete er das sogenannte 100 000$ Infield der Athletics. Von 1909 bis 1914 gewannen sie bis auf 1912 alle Meisterschaften in der American League. 1910 konnte er seine erste World Series mit Philadelphia gegen die Chicago Cubs gewinnen. Zwei weitere Erfolge folgten gegen die New York Giants in den Jahren 1912 und 1913.
Am 7. und am 22. September 1912 konnte er jeweils sechs Bases in einem Spiel stehlen, ein Rekord, der bis heute nicht gebrochen wurde. 1914 wurde er zum MVP der AL gewählt. In den World Series mussten sich die Athletics überraschenderweise den Boston Braves geschlagen geben. Nach der Saison 1914 begann Connie Mack mit dem Umbau seines Teams und verkaufte Eddie Collins an die Chicago White Sox.
Mit den White Sox erreichte er auch zweimal die World Series. 1917 erreichte er gegen die New York Giants einen Schlagdurchschnitt von 40,9 % und erzielte den entscheidenden Punkt im letzten Spiel der Serie. Auch im Team der Black Sox von 1919 spielte Collins mit, war aber nicht in die Affäre involviert.
Von August 1924 bis 1926 übernahm er auch das Manageramt bei den White Sox. 1927 kehrte er zu den Athletics nach Philadelphia zurück. Dort übernahm er immer mehr Traineraufgaben und sollte eigentlich später Connie Mack beerben, der allerdings bis zu seinem 88. Lebensjahr weiterarbeitete. Sein letztes Spiel bestritt Collins am 2. August 1930. 1933 wechselte er dann als General Manager zu den Boston Red Sox und half dort, ein neues Team aufzubauen. In seine Amtszeit, die bis 1947 währte, fielen u. a. die Verpflichtungen von Ted Williams und Bobby Doerr.
Collins beendete seine Karriere mit einem Schlagdurchschnitt von 33,3 %, 3315 Basehits, 714 gestohlenen Bases und 1300 RBI. 1939 wurde er in die Baseball Hall of Fame gewählt. Er gilt noch heute als einer der besten Spieler als Second Baseman. 1951 verstarb er in Boston im Alter von 63 Jahren.